# Ann Veronica Janssens
Pour les articles homonymes, voir Janssens.
Ann Veronica Janssens, née le 29 décembre 1956 à Folkestone au Royaume-Uni, est une artiste plasticienne belge. En 1999, elle représente la Belgique à la Biennale de Venise et participe à de nombreuses autres biennales d'art contemporain à travers le monde.
Son travail se compose de sculptures, installations, vidéos et, parfois photos. Ses installations jouent avec les reflets, la luminosité, les transparences, utilisent des éléments immatériels comme la lumière, le brouillard artificiel, le son et des matières simples : verres, miroirs, métaux, huile de paraffine, etc. Depuis de nombreuses années, elle travaille et explore le verre, dans des tailles et couleurs diverses, qui lui permet de chercher les limites de la perception, de rendre visible l'invisible.
Elle vit et travaille à Bruxelles.

## Biographie
Ann Veronica Janssens est née à Folkestone le 29 décembre 1956 mais passe son enfance à Kinshasa. Son père est architecte et sa mère travaille dans une galerie d'art, ce qui, combiné à de fréquentes visites au musée de Kinshasa la met en contact très tôt avec diverses formes artistiques. Elle raconte que, n'ayant pas d'obligation scolaire, elle passe beaucoup de temps à flâner et à observer, principalement la lumière,.
Elle fait des études d'histoire de l'art en Angleterre. Elle étudie ensuite à l'École nationale supérieure des arts visuels de la Cambre à Bruxelles dans l'atelier de sculpture souple de Tapta,.
Elle enseigne ensuite la sculpture à l’École de Recherche Graphique (ERG) de Bruxelles.
En 1979, elle remporte le prix de la jeune peinture belge.
Elle réalise sa première exposition personnelle en 1981, à Liège en Belgique.
En 2012, elle est nommée professeure à l’École nationale supérieure des beaux-arts de Paris.
Très tôt son travail conjugue peinture, sculpture, elle expérimente la perception, à la fois visuelle et sensorielle. La lumière, naturelle et artificielle, est au centre de son travail et en devient le sujet.

## Œuvre artistique

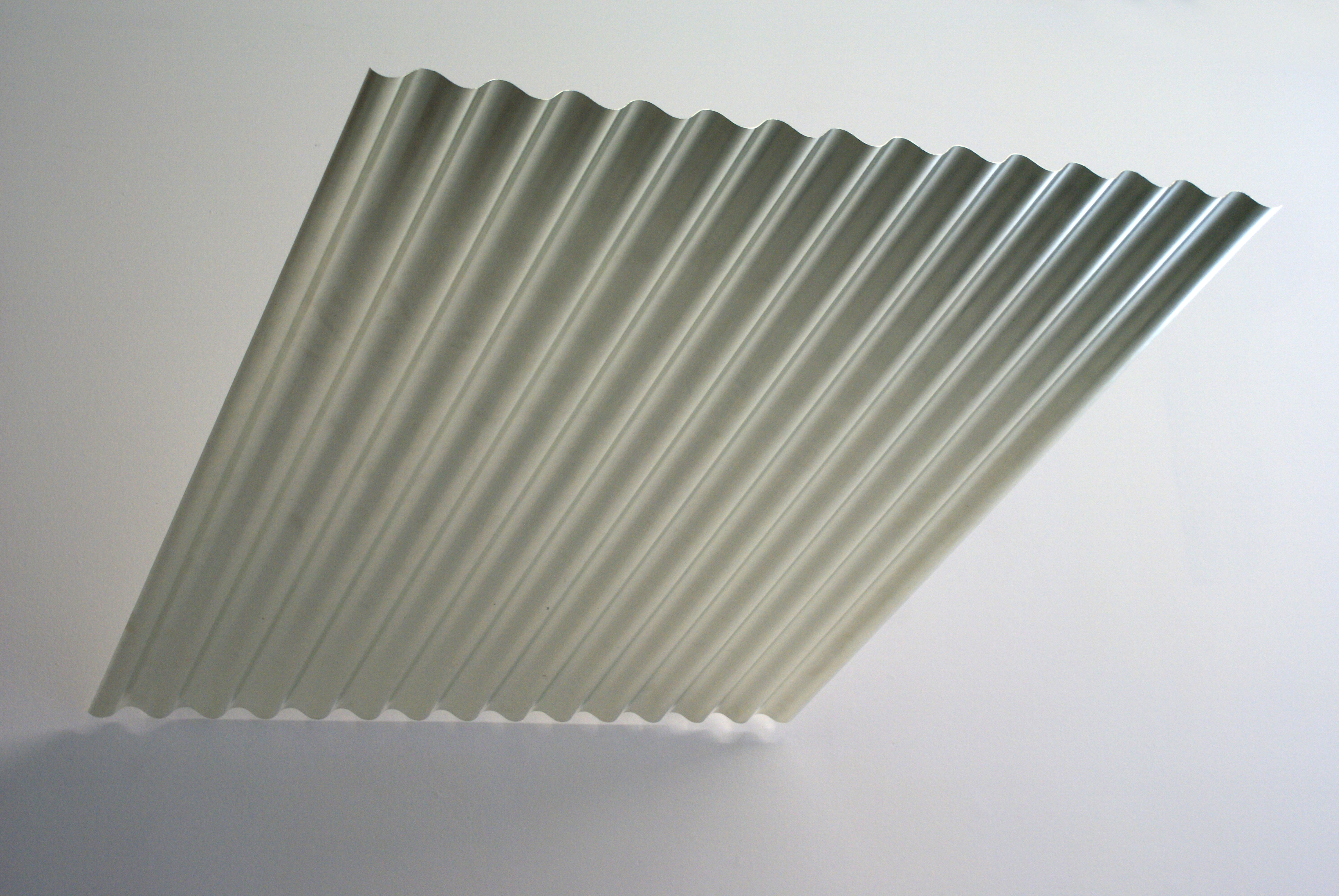
Tropical Moonlight (2008)

La pratique artistique d'Ann Veronica Janssens peut se définir comme une recherche basée sur l'expérience sensorielle de la réalité. Par divers types de dispositifs (installations, projections, environnements immersifs, interventions urbaines, sculptures), Ann Veronica Janssens invite le spectateur à franchir le seuil d'un espace sensitif nouveau, aux limites du vertige et de l'éblouissement. Dans un registre inspiré de processus cognitifs (perception, sensation, mémoire, représentation), ses œuvres tendent vers un certain minimalisme, soulignant le caractère fugitif, éphémère ou fragile des propositions auxquelles elle nous convie. Spatialisation et diffusion de lumière, rayonnement de la couleur, impulsions stroboscopiques, brouillards artificiels, surfaces réfléchissantes ou diaphanes sont autant de moyens lui permettant de révéler l'instabilité de notre perception du temps et de l'espace. Les propriétés des matériaux (brillance, légèreté, transparence, fluidité) ou les phénomènes physiques (réflexion, réfraction, perspective, équilibre, ondes) sont ici questionnés avec rigueur dans leur capacité à faire vaciller la notion même de matérialité.
Ann Veronica Janssens utilise l'architecture existante en y ajoutant des formes et des volumes, souvent dans des endroits inattendus, ce qui permet une autre perception de l'espace. Pour un projet artistique dans l'espace public tel que Neon Parallax  à Genève, par exemple, elle a utilisé un texte mal orthographié trouvé sur le sol comme point de départ d'une grande installation au néon sur le toit d'un immeuble.
Ses interventions sont minimalistes, d'une simplicité apparente qui permet un rapport émotionnel direct à l’oeuvre et à l’espace. Initialement elle travaille principalement avec des matériaux industriels – béton, bois et verre – et des formes primaires. Depuis 1990, elle utilise davantage de matériaux intangibles : la fumée (épaisse, tactile), le brouillard, le son, l’espace (transparent, organisé, réarrangé), la couleur, sont autant d’éléments qui se mettent au service de ses expérimentations. Ses travaux s’appuient sur l’expérience sensorielle et sur une rencontre du corps et de l’espace qui change complètement notre perception de l'espace. L'observateur, partie intégrante de ses installations, est désorienté, face à une perte de contrôle qui sollicite tous ses sens,,,,.
Elle s’appuie sur la science pour explorer plus avant le champ artistique. « Je ne suis pas une scientifique, je suis donc amenée à aller chercher d’autres savoir-faire, à rencontrer des spécialistes de diverses disciplines ».
Elle collabore également, à plusieurs occasions, avec des chorégraphes comme Pierre Droulers et Anne Teresa De Keersmaeker pour qui elle conçoit la scénographie de plusieurs spectacles de danse contemporaine, intitulés Keeping Still (2007), The Song (2009) et Cesena (2011).
Avec Nathalie Ergino, elle contribue à la création du Laboratoire Espace Cerveau à l’Institut d’Art Contemporain de Villeurbanne qui réunit artistes et scientifiques pour des projets communs. Depuis 2009, ce projet mène un travail de recherche explorant les rapports entre perception, espace et sensibilité, espace et cerveau, utilisant les connaissances en neurosciences, physique, astrophysique, philosophie, anthropologie ou histoire de l’art,.

## Quelques œuvres
Mukha, 1997
Est le premier brouillard, créé pour le musée MUKHA d'Anvers. Une pièce est emplie d'un brouillard blanc aveuglant. « Lorsque le regard se perd, il se retourne vers l’intérieur et, paradoxalement, ouvre vers une sorte d’infini. C’est cette sensation d’infini que l’on expérimente dans les brouillards (Ann Veronica Janssens) ».
Untitled (Orange), Scarlett et Sweet Blue, 2010 :
Cubes de verre épais et transparents, posés sur un socle peint et remplis d’huile de paraffine et eau distillée. La combinaison de différents éléments : épaisseur du verre, air, huile de paraffine, eau distillée… projette la couleur du socle à la surface du liquide. Le spectateur perçoit le fond comme flottant à la surface du liquide.
L’ODRRE N’A PAS D’IPMROTNCAE, 2012

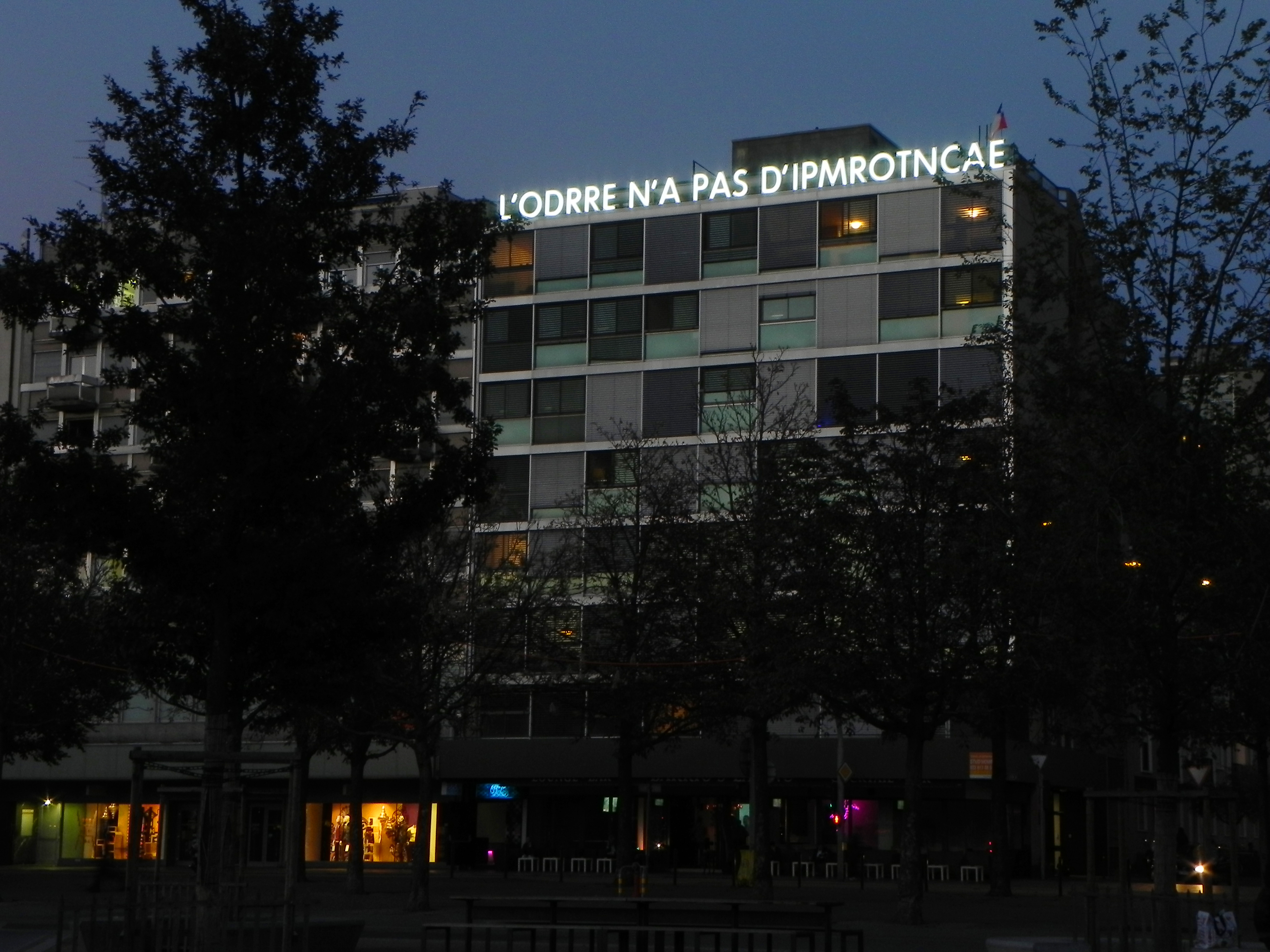
Ann Veronica Janssens, L'odrre n'a pas d'ipmrotncae, 2012

Pour le projet d'art dans l'espace public tel que Neon Parallax à Genève, elle a utilisé un texte mal orthographié trouvé sur le sol comme point de départ d'une grande installation de néons sur le toit d'un immeuble. Les tubes néons sont placés devant un fond de lettrage en miroir.
Chapelle de Grignan, 2013
À la suite d'une commande publique de la ville de Grignan, en partenariat avec le ministère de la Culture et de la Communication, Ann Veronica Janssen crée un projet global qui fusionne sculpture et image. Elle crée des ouvertures à la lumière naturelle au niveau des vitraux et une double projection de lumière artificielle colorée sur la voûte et le fond de l’abside. Quatre sculptures en verre colorés sont incrustées à la place des vitraux. Les trois grandes fenêtres sont ainsi chacune d’une couleur primaire, dans des nuances lumineuses et légères.
Untilted, 2014
Une longue barre de verre transparent utilisant les lois de réfraction et réflexion de la lumière pour troubler la perception des spectateurs.
23:56:04, 2022

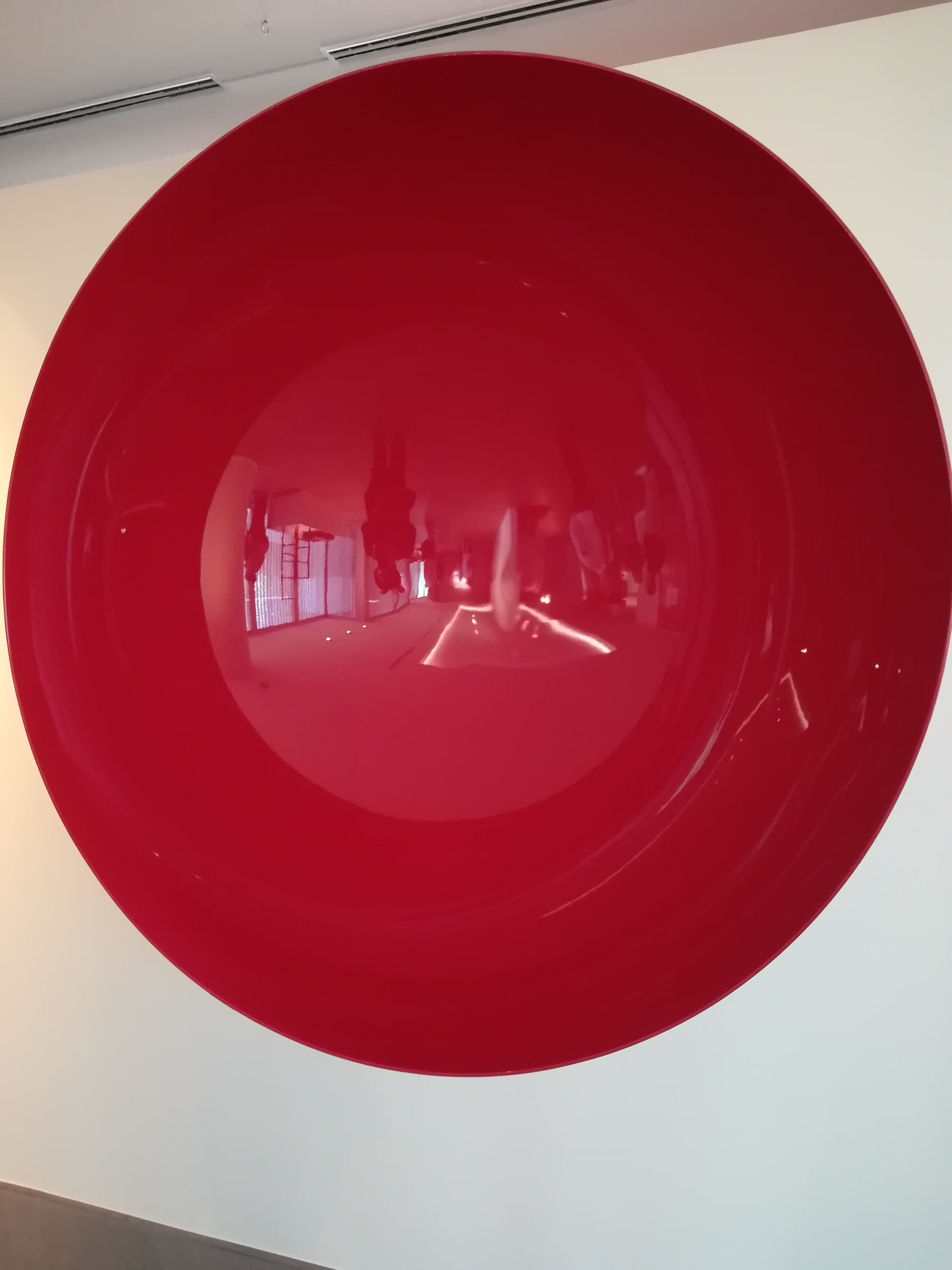
RAL, Ann Veronica Janssens, Collection Belfius

Installation au Panthéon, à Paris. Un grand miroir en forme de cercle est posé à même le sol sous la coupole montre de nouvelles perspectives et fait découvrir les détails des décors et des voûtes. L'installation est comme un écho au Pendule de Foucault suspendu à un filin de 67 mètres qui semble flotter.

## Expositions
Artiste de renommée internationale, Ann Veronica Janssens participe aux biennales de São Paulo en 1994, d'Istanbul en 1997, de Sydney en 1998, de Venise en 1999, de Lyon en 2005, de Séoul en 2008, de Sidney en 2012, Saint-Pétersbourg en 2014, etc.  Et plusieurs fois à Manifesta. Son travail est représenté par la Galerie Kamel Mennour depuis 2017.

### Expositions personnelles (sélection)
- 1981 : Droste Monica, Janssens Ann-Veronica, Galerie Philharmonie, Liège, Première exposition personnelle
- 2001 : 
  - Neue Nationalgalerie, Berlin
  - Work for Space, Kunstverein Munich[19]
- 2002 : IKON Gallery, Birmingham
- 2003 : 
  - 8′26″, MAC Galeries contemporaines des musées de Marseille, Marseille
  - Travellings, Musée de sculpture en plein air de Middelheim, Anvers
  - Licht und Farben, Kunsthalle, Berne
  - Scrub Color II, Schipper & Krome, Berlin
- 2004 : Freak Star, Galerie Toni Tapies, Barcelone
- 2005 : 
  - Galerie Esther Schipper, Berlin,
  - Galerie Micheline Szwajcer, Anvers
- 2006 : 
  - Avril, Air de Paris, Paris,
  - June, Centre d'Art Contemporain Chapelle du Genêteil, Château Gontier
- 2007 : An den Frühling, Museum Morsbroich, Leverkusen
- 2008 : 
  - Experiences and Sketches, Galerie Esther Schipper, Berlin
  - Galerie Micheline Szwajcer, Anvers
- 2009 : 
  - 0034 93 487 64 02, Galerie Toni Tapies, Barcelone
  - Are you experienced ?, Espai d'Art Contemporani de Castello, Castello), Curateurs Michèle Lachowsky et Joel Benzakin
  - Serendipity, Wiels, Bruxelles[20]
- 2010 : May, Air de Paris, Paris
- 2011 : château des Adhémar Centre d’art contemporain, Montélimar
- 2017 : 
  - Institut d'art contemporain de Villeurbanne[2]
  - Naissances Latentes, Triple exposition au SHED, centre d'art contemporain de Normandie, à l'Aître Saint-Maclou et au Musée des Beaux Arts, Rouen

- 2018 : 
  - Kiasma, Museum of Contemporary Art, Helsinki[13]
  - Rétrospective, Musée de Pont, Tilbourg[21]
- 2020 : 
  - Musée d’art moderne Louisiana, Humlebæk[22]
  - Hot Pink Turquoise, Dongdaemun Design Plaza, Seoul
- 2022 : 
  - 5766 chemin des Trious, Fondation CAB, Saint-Paul-de-Vence[23]
  - entre le crépuscule et le ciel, Collection Lambert, Avignon[24]
  - 23:56:04, installation monumentale au Panthéon, Paris[18]
  - Galerie Micheline Szwacjer, Anvers[25]
  - M WOODS, Pékin

Expositions collectives (sélection)
- 2001 : Works for space, Kunstverein  Munich
- 2003 : CCAC Wattis Institute for Contemporary Arts, San Francisco
- 2004 : Eyes, Lies & Illusion, Hayward Gallery, Londres
- 2005 : Expérience de la durée, 8e Biennale d'art contemporain de Lyon
- 2006 : ON/OFF, Casino, Luxembourg
- 2007 : The experience of color, Fine Art Center, University of Mass Amherst
- 2008 : 
  - Losing Control, De Garage, Malines
  - Expats/Clandestine, Wiels, Bruxelles
  - Biennale de Seoul[26]
- 2009 : UN-SCR-1325, Chelsea Art Museum, New York
- 2011 : In-perception, Le centquatre, Paris
- 2013 : Dynamo, 1913-2013, un siècle de lumière et de mouvement dans l'art, Grand Palais, Paris
- 2019 : Less is more, Musée Voorlinden, Wassenaar[27]
- 2020 : Prismes. Goethe. Réflexions contemporaines, CEAAC, Strasbourg[28]

## Collections
Les œuvres d'Ann Veronica Janssens font partie des collections de grands musées comme
- le Musée d’Art Contemporain (MACs), Le Grand Hornu[29]
- le Centre Pompidou, Paris[30]
- L'Institut d’art contemporain de Villeurbanne[31]
- Un grand nombre de Fonds Regionaux d’Art Contemporain : Corse, Languedoc , Lorraine, Nord Pas de Calais, Pays de la Loire, Rhône Alpes, Aquitaine, Bourgogne, Ile de France, France comté, Grand Large, Occitanie…
- Generali Foundation, Vienne[32]
- Musée Voorlinden, Wassenaar[2]
- Musée d'art contemporain De Pont, Tilbourg[33]
- Musée de sculpture en plein air de Middelheim, Anvers[34]
- Musées royaux des Beaux-Arts de Belgique, Bruxelles[35]
- Musée d'Ixelles, Bruxelles[36]
- Musée Jumex, Mexico[37]
- Musée M, Louvain[38]
- Mu.ZEE, Ostende[39]
- MUHKA, musée d'art contemporain, Anvers[9]
- Musée Berardo, Lisbonne[40]
- Collection Pinault, Paris[41]
- Musée des Beaux-Arts, Tel Aviv[42]
- Nasher Sculpture Center, Dallas[43]
- S.M.A.K., Gand [44]
- KANAL - Centre Pompidou, Bruxelles[45]

## Distinctions
- 2008 : David de l'art contemporain